# ميوزيكا ستوديو
ميوزيكا ستوديو (Musica Studio's) هي شركة تسجيل إندونيسية تأسست في 9 سبتمبر 1968 ومقرها في جاكرتا.

## أبرز الفنانين الذين تعاملوا معها
- سيتي نورهاليزا
- معمر زين العاشقين
- إيفي تامالا
- شيريل شينفيا
- ميغا موستيكا
- روسا
- فيفي ذو الفقار

## روابط خارجية
- ميوزيكا ستوديو على إنستغرام
- ميوزيكا ستوديو على إنستغرام